# Theatre Royal Haymarket
Le Theatre Royal Haymarket (également appelé Haymarket Theatre ou Little Theatre) est un théâtre du West End situé à Haymarket, dans la cité de Westminster, qui fut construit en 1720. C'est le troisième plus ancien théâtre de Londres encore utilisé.

## Historique

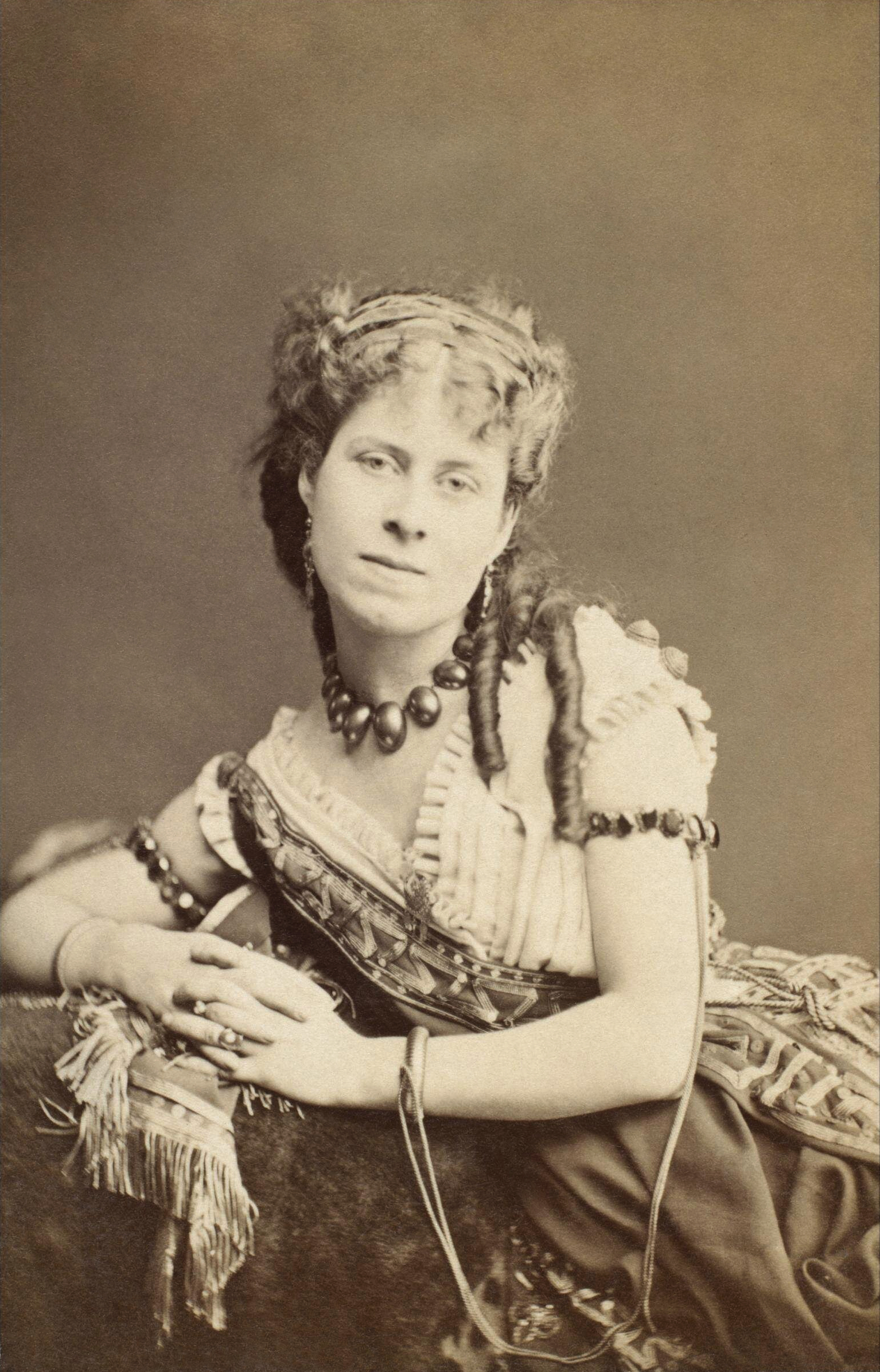
Caroline Hill, actrice ayant interprété le rôle de Mirza lors de la création de la comédie The Palace of Truth en 1870 au Theatre Royal Haymarket.

Samuel Foote acquiert le bail en 1747, et, en 1766, il obtient un brevet royal l'autorisant à jouer des drames (drames au sens théâtral parlé, par opposition à l'opéra, aux concerts ou des pièces de théâtre avec de la musique) durant les mois d'été. Le bâtiment d'origine était un peu plus au nord, dans la même rue. Il est à son emplacement actuel depuis 1821, quand il a été redessiné par John Nash. C'est un bâtiment classé Grade I, avec une capacité assise de 888 places. Le théâtre est la propriété de la Crown Estate.
Le Haymarket a été un lieu d'innovation important dans l'histoire du théâtre. Ses gestionnaires ont inclus Benjamin Notthingham Webster, John Baldwin Buckstone, Squire Bancroft, Cyril Maude, Herbert Beerbohm Tree, et John Sleeper Clarke, beau-frère de John Wilkes Booth, qui a quitté l'Amérique après l'assassinat d'Abraham Lincoln. Des acteurs célèbres débutent au sein de ce théâtre, dont Robert William Elliston (1774-1831) et John Liston (1776-1846).